# Eleron-3
El Eleron-3 es un sistema de vigilancia y reconocimiento aéreo de corto alcance con vehículos aéreos no tripulados, desarrollado por la empresa rusa ENICS.

## Objetivo
El sistema está diseñado para el reconocimiento optoelectrónico aéreo las 24 horas.

## Modificaciones
- Modelo Eleron-3SV: producido para las fuerzas terrestres de las Fuerzas Armadas rusas.
- El modelo Eleron-B es una versión de exportación del UAV Eleron-3.

## Tareas
- Búsqueda visual por parte del operador de objetos de reconocimiento en tiempo real.
- Detección y reconocimiento de objetos de reconocimiento.
- Determinar la ubicación exacta de los objetos de reconocimiento mostrando las coordenadas del objeto en el panel de control terrestre usando GLONASS / GPS.
- Fotografía aérea de la zona.

## Composición del sistema.
- Vehículo aéreo no tripulado T28 — 2 uds.
- Carga útil modular intercambiable.
- Punto de control terrestre.
- Dispositivos de arranque.

## Operadores
Rusia
- Ministerio de Defensa de Rusia — 30 unidades.[2]

## Especificaciones

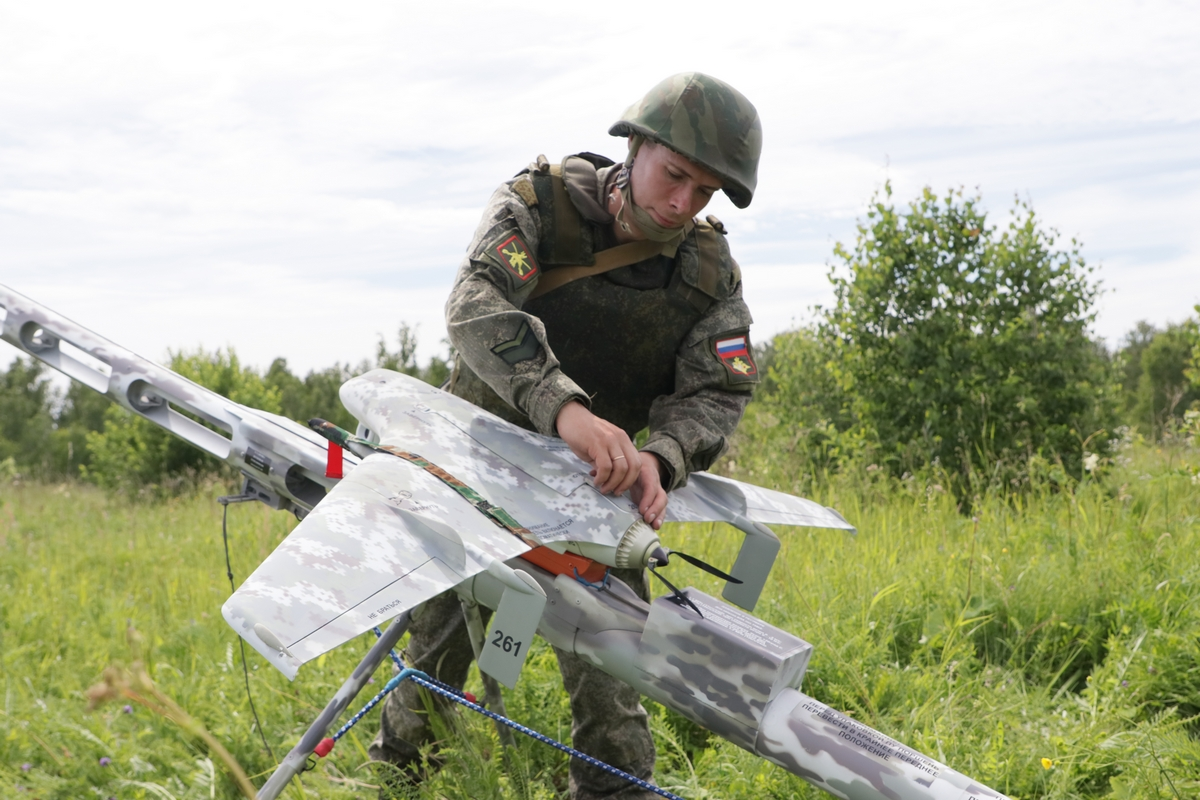
Eleron-3SV en la rampa de lanzamiento

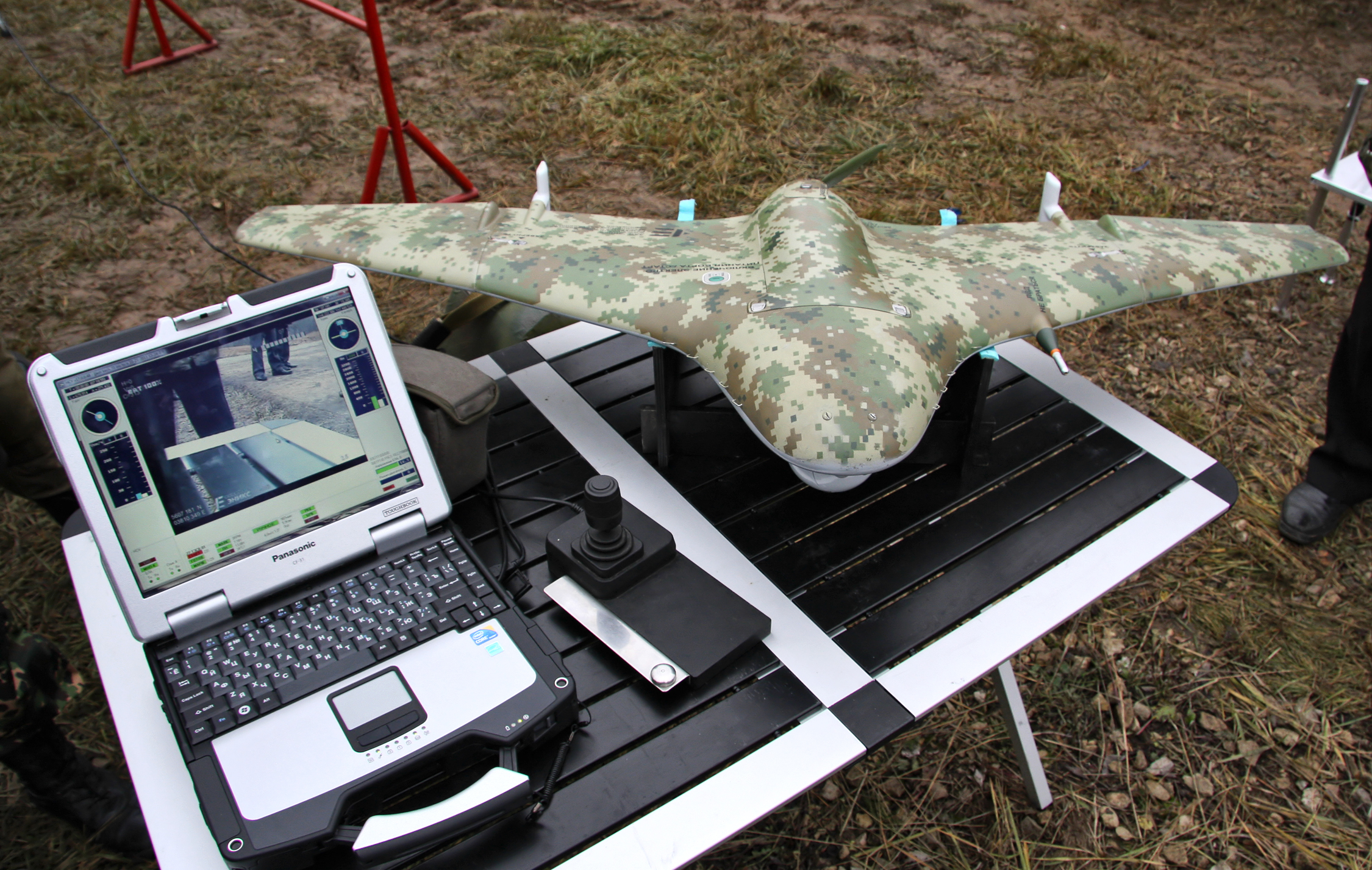
Panel de control del Eleron-3SV

Características técnicas del sistema según los datos del fabricante:
| Especificaciones técnicas                            | Especificaciones técnicas                                                 |
| ---------------------------------------------------- | ------------------------------------------------------------------------- |
| Altitud máxima de vuelo, m                           | 4000                                                                      |
| Rango, km                                            | 151-300                                                                   |
| Velocidad aerodinámica, km/h                         | 70–130                                                                    |
| Navegación                                           | GPS, GLONASS                                                              |
| Peso máximo de despegue, kg                          | 5.5                                                                       |
| Carga útil máxima, kg                                | Hasta 1                                                                   |
| Duración del vuelo, horas                            | 2                                                                         |
| Modos de vuelo básicos                               | Autónomo, automático, semiautomático                                      |
| Tipo de motor                                        | Motor eléctrico                                                           |
| Sistema de lanzamiento                               | Se lanza tirándolo                                                        |
| Dimensiones totales de las mochilas contenedoras, mm | 830×560×230                                                               |
| Tipo de aterrizaje                                   | Paracaídas o puede aterrizar volando cerca del suelo y apagando su motor. |
| Rango de temperatura de funcionamiento               | -20°С a +40°С                                                             |
| Rango de temperatura límite                          | -40°С a +50°С                                                             |
| Tiempo de despliegue, min                            | No más de 10                                                              |
| Vida útil, años                                      | 5                                                                         |

## Modos de vuelo
Posibles modos de realizar una tarea de vuelo:
- Manual.
- Retorno automático a lo largo de una trayectoria pre programada.
- "Retención" del objeto en el campo del marco.
- Volar alrededor de un punto dado.
- Medición de la velocidad del viento.

## Uso de combate
- Intervención rusa en Siria.[5]
- Invasión rusa de Ucrania de 2022.[6]